# Jon Ferguson
 (janvier 2022).
Pour les articles homonymes, voir Ferguson.
Jon Ferguson, né le 26 octobre 1949 à Oakland, est un écrivain, entraîneur de basket-ball et artiste peintre américano-vaudois.

## Biographie
Jon Ferguson naît le 26 octobre 1949 à Oakland, en Californie, dans une famille mormone. 
Après des études de philosophie et d'anthropologie dans l'Utah, il part à la découverte de l'Europe en 1973. Il atterrit en Suisse le 7 août 1973 et y devient joueur de basket-ball au BBC Nyon, puis fréquente différents clubs de Suisse romande comme entraîneur. Parallèlement à l'enseignement de l'anglais et la peinture, il expose régulièrement à la Galerie Planque. 
À partir de 1980, il tient une chronique dans le quotidien Le Matin ayant pour titre Au rebond, puis dans 24 Heures avec Ainsi parla Schmaltz et Schmaltz se prononce Zarathustra. 
En 1998, il obtient le Prix Discover Great New Writers Series décerné par Barnes & Noble pour un des huit romans qu'il a publiés, Farley’s Jewel. En 2005, son premier roman, The missionary, paraît aux Éditions Castagniééé en traduction française sous le titre de Le missionnaire.
Il habite à Morges depuis l'an 2000.
Il a deux enfants d'un premier mariage. Son fils Jackson Ferguson, né en 1982, était également joueur de basketball.

## Distinction
- Prix "Discover Great New Writers Series" décerné par Barnes & Noble en 1998 pour son roman Farley’s Jewel.

## Publications
- Les meilleurs moments de Schmaltz, Lausanne, autoédité, 1995, 211 p.
- Nietzsche au petit déjeuner, Lausanne, L'Àge d'Homme, 1996, 103 p. (ISBN 2825107875)
- Le missionnaire : une histoire à l'opposé de celle de Kierkegaard, Vevey, Castagniééé, 2005, 241 p. (ISBN 2940346011)
- L'Anthropologue  (trad. Patrick Moser), Vevey, Castagniééé, juin 2006, 183 p. (ISBN 9782940346165, présentation en ligne)
- 30 ans de réflexion, Vevey, Olivier Morattel, mai 2010, 259 p. (ISBN 9782970070108, présentation en ligne), condensé des meilleures chroniques, revues et corrigées publiées dans les quotidiens 24 Heures et Le Matin de 1979 à 2009
- Le déluge  (trad. Patrick Moser), Vevey, Castagniééé, juin 2010, 176 p. (ISBN 9782940425723, présentation en ligne)
- Te fous pas de moi papa  (trad. Clarisse Baudraz), Lausanne, Ozalide, avril 2012, 186 p. (ISBN 9782970076629, présentation en ligne)
- La dépression de Foster  (trad. Stéphane Bovon), Vevey, Olivier Morattel, avril 2013, 168 p. (ISBN 9782970082521, présentation en ligne)
- Le chemin de la Dame, Vevey, Hélice Hélas, août 2014, 184 p. (ISBN 9782940522200, présentation en ligne)
- La bête / Beast : un livre pour les para-normaux / a book for the para-normal (livre tête-bêche français-anglais), Dole, Olivier Morattel, avril 2015, 272 p. (ISBN 9782940547036, présentation en ligne)
- Jésus & Marie - Jesus & Mary (livre tête-bêche français-anglais), Vevey, L'Aire, août 2015, 260 p. (ISBN 9782940537549, présentation en ligne)
- Les joyaux de Farley  (trad. Valérie Debieux), Vevey, Olivier Morattel, avril 2016, 302 p. (ISBN 9782940547081)
- Ouvrir la fenêtre : Réflexions, tome 1  (trad. Alcina Ribeiro Hamdi, Marc Aebischer), Lausanne, À l'Envers, avril 2017, 416 p. (ISBN 9782970097952, présentation en ligne)
- Journal du Corona, Vevey, L'Aire, juin 2020, 148 p. (ISBN 9782889561575, présentation en ligne)

- Des ballons et des hommes : Une incroyable histoire du basketball suisse, Vevey, Hélice Hélas, septembre 2020, 224 p. (ISBN 9782940522880, présentation en ligne)
- Réflexions "2020"  (trad. Valérie Debieux), Comberjon , Dashbook, avril 2021, 106 p. (ISBN 9782492821004, présentation en ligne)